# Cricova
Cricova (ryska: Криково) är en ort i Moldavien. Den ligger i distriktet Municipiul Chişinău, i den centrala delen av landet, vid floden Ichel. Cricova ligger 134 meter över havet och antalet invånare är 7 400.
Terrängen runt Cricova är platt. Trakten runt Cricova består till största delen av jordbruksmark och andra samhällen.